# 刘云志
刘云志（1964年—），汉族，中华人民共和国小提琴演奏家，中国交响乐团乐队首席，第十一届全国政协委员，中央歌剧院院长。
2008年，当选第十一届全国政协委员，代表文化艺术界，分入第二十八组。2018年2月24日，当选为第十三届全国人大代表。2018年10月，任中央歌剧院院长。